# Ночной серийник
Владимир Дмитриевич Кондратенко (1967 — 31 мая 1997) и Владислав Волкович, известные благодаря СМИ как «ночной серийник» — советские и украинские серийные убийцы, совершившие 16 убийств.

## Уголовное дело
18 июня 1996 года был найден мёртвым 44-летний рабочий завода Евгений Осечкин возле железнодорожной станции Караваевы Дачи в Киеве. Неизвестный позвонил в милицию и заявил, что кто-то произвёл выстрел в человека из бесшумного пистолета. Однако экспертиза обнаружила, что Осечкин был убит несколькими выстрелами из оружия 22 калибра. Выяснилось, что потерпевший не имел врагов, и хотя Осечкин в тот день получил зарплату, деньги украдены не были. Версия ограбления места не нашла.
Следователи стали наводить справки о других убийствах в этом районе и обнаружили, что несколько месяцев назад местный бомж был убит выстрелом из винтовки 22 калибра, всего в 100 метрах от места, где был убит Осечкин. На железнодорожной станции было установлено наблюдение. Некоторые люди, вызывавшие малейшее подозрение, подвергались задержанию, но у всех было алиби на время убийств.
Две недели спустя известный местный доктор Александр Егоров был застрелен в своей машине. Некоторые свидетели убийства утверждали, что видели преступника — им был неизвестный мужчина 30 лет.
Менее чем через час после убийства Егорова в нескольких кварталах был найден очередной труп. На этот раз были обнаружены отпечатки пальцев преступника.
Проверка отпечатков в милицейской базе данных ни к чему не привела. Вскоре был найден застреленный Александр Шпак. Его обнаружили мёртвым после того, как он был на дне рождения своей подруги, которая позже вспоминала, что помимо него к ней приходило ещё двое мужчин, одного из которых звали Владимиром.
4 сентября — очередное убийство. На этот раз ни одного свидетеля. Следствие зашло в тупик.
28 сентября примерно в 22:30 у автомобиля ВАЗ-2106 было найдено тело некого Петра Громова. Убийцы дважды выстрелили потерпевшему в голову, после чего ранили ножом несколько раз. Убийцы вытолкали тело из автомобиля и попытались отогнать, но выстрелы разбили окно и пробили шины, и они бросили автомобиль, по-видимому, беспокоясь о том, что ущерб привлечёт нежелательное внимание.
Неподалёку в собственной квартире был найден мёртвым Александр Быков. Следствие установило, что убийство произошло после убийства Громова. У дома установили засаду, вскоре там появился подозрительный человек. Но что-то его напугало и он скрылся.
К тому времени скоро стало известно о ещё пяти убийствах, где фигурировала винтовка 22 калибра. Итого стало известно об 11 жертвах неизвестных преступников.

## Задержание подозреваемых
По словам свидетелей и милиционеров были составлены фотороботы подозреваемых. По фотороботам задерживались все подозрительные личности. Вскоре был задержан некий гражданин, который назвался Владимиром Дмитриевичем Кондратенко 1967 года рождения. Не имея на подозреваемого улик, его отпустили, но оставили под наблюдением. Кондратенко встретился с неким Владиславом Волковичем, похожим по фотороботу на второго преступника.
Вскоре они были задержаны за управление автомобилем в нетрезвом виде. В милиции установили, что автомобиль был угнан у убитого охранника одного из предприятий, убийство которого не вошло в материалы дела. Также выяснилось, что Кондратенко, по-видимому, был близким знакомым жены покойного Быкова. У убитого был пистолет, который Кондратенко очень хотел заполучить. После убийства Быкова Владимир обещал помощь вдове с похоронами и знакомился с материалами уголовного дела, чтобы найти убийцу её мужа.
Кондратенко и Волковича задержали и предъявили обвинения в убийствах. Те признались в преступлениях. Были идентифицированы и двое сообщников «Ночных убийц». Бывший старший инспектор таможни Андрей Тимошин был обвинён в одном из убийств и в последующей краже автомобиля. Водитель Сергей Третьяченко был обвинён в оказании помощи Кондратенко в покушении на убийство и краже автомобиля.
Два основных подозреваемых, Волкович и Кондратенко, признались в более чем 20 убийствах, по их словам, многие из жертв были бездомными. Убийцам были предъявлены обвинения только в 16 убийствах.

## Биография

### Кондратенко
Кондратенко родился в 1967 году. До того как он пошёл в школу, он терпел издевательства со стороны своего отца. Дмитрий Кондратенко постоянно избивал его, в результате чего на лице Владимира навсегда остались уродливые шрамы. По его словам, он так переживал из-за своей внешности, что несколько месяцев не выходил из дома. Помимо этого он болел желтухой. В возрасте 18 лет был призван в Советскую Армию, где подвергался дедовщине.

### Волкович
Он, как сообщается, один из пары близнецов, между которыми наблюдалась агрессия и насилие. Выросший в нищете Волкович всегда был занят поисками способов зарабатывания денег. Он подружился с Кондратенко, и двое мужчин часто обсуждали различные способы зарабатывания денег, а также различные философские концепции, в конце концов решив, что «не существует такого понятия, как нравственность и честь в этом мире».

## Мотивация
Убийства Кондратенко и Волкович совершали с целью в дальнейшем стать наёмными киллерами. Сначала они убивали бомжей, в дальнейшем они разработали схему преступлений: они стали атаковать владельцев автомобилей, по их мнению являющихся признаками богатства в странах бывшего Советского Союза в начале 1990-х. Позже они признались, что убийства не принесли ни удовольствия, ни выгоды.

## Смерть Кондратенко и суд
Через несколько дней после начала суда, 31 мая 1997 года, Кондратенко умер под стражей в милиции по причине передозировки выписываемых ему лекарств. После его смерти Волкович пытался изменить свои показания, намереваясь списать все убийства на Кондратенко. Тимошин также изменил свои показания, заявив, что он не знал, что они планировали убивать, а просто шёл с целью ограбить таксиста. Кондратенко ранее заявил, что Тимошин предложил им цену за убийство конкретного потерпевшего, который был явно в конфликте с инспектором.
После длительного судебного разбирательства все трое подозреваемых были признаны виновными в августе 2000 года. Волкович получил наказание в виде пожизненного заключения, так как смертная казнь была отменена на Украине. Остальные получили длительные сроки лишения свободы.